# حاج‌علی‌لی (گران‌بوی)
حاج‌علی‌لی (به لاتین: Hacallı) یک منطقه مسکونی در جمهوری آذربایجان است که در شهرستان گران‌بوی واقع شده است. حاج‌علی‌لی ۶۸۳ نفر جمعیت دارد.